# Hechtia perotensis
Hechtia perotensis là một loài thực vật có hoa trong họ Bromeliaceae. Loài này được I.Ramírez & Mart.-Correa mô tả khoa học đầu tiên năm 2007.